# Kem' (affluente dello Enisej)
Il Kem' (in russo Кемь?) è un fiume della Siberia Occidentale, affluente di sinistra dello Enisej. Scorre nei rajon Bol'šemurtinskij, Kazačinskij, Pirovskij ed Enisejskij del Territorio di Krasnojarsk.

## Descrizione
Il fiume ha origine e scorre nell'est dell'altopiano della Siberia centrale, prevalentemente in direzione nord e parallelamente al corso dello Enisej. La lunghezza del fiume è di 356 km, l'area del suo bacino è di 8 940 km². Sfocia nello Enisej a 2 045 km dalla foce poco a nord della città di Enisejsk.
Maggiori affluenti: Belaja (121 km), Malaja Belaja (72 km) e Tyja (97 km).